# Église Saint-Augustin de Wrocław
L'église Saint-Augustin est une église catholique située rue Sudecka à Wrocław (anciennement Breslau) qui s'appelait avant 1946, église Saint-Jean (Johanniskirche) et était luthérienne-évangélique. Son saint patron actuel est saint Augustin. Avant 1946, ce saint était le patron d'une autre église de Breslau (aujourd'hui Wrocław) située Kleinburgstraße qui fut détruite pendant le siège de Breslau par l'armée rouge attaquant l'armée du Troisième Reich qui y était cantonnée, alors que le régime national-socialiste en était réduit à ses dernières extrémités.

## Historique
Cette église est l'œuvre des architectes Alfred Böttcher et Richard Gaze et fut construite en 1909 en forme de croix grecque. Elle se compose d'éléments de différents styles architecturaux caractéristiques du déclin du style historiciste. Au croisement de la nef centrale et du transept s'élève une tour de 78 mètres de trois étages : le premier et le deuxième sont couronnés par quatre petites tours angulaires, le troisième étage est recouvert par un clocher de forme pyramidale recouvert de tuiles de cuivre. Les murs extérieurs de l'église sont recouverts de riches pierres taillées.
L'église était sous le patronage de saint Jean (Johanniskirche en allemand) jusqu'en 1946, lorsque la population allemande de Silésie fut expulsée de la ville (nommée alors Breslau) et que Staline fit don de la Silésie à la Pologne. Elle appartenait à la communauté luthérienne-évangélique de la Confession d'Augsbourg. La Seconde Guerre mondiale détruisit environ 45 % de l'église. Un tel degré de destruction  n'était pas rédhibitoire pour la restauration. L'église fut donnée en 1948 à la nouvelle population catholique polonaise qui la fit reconstruire jusqu'en automne 1949. Le 4 septembre de cette même année, l'évêque Karol Milik consacre l'église à son nouveau saint patron. Le presbytère, qui avait été détruit à près de 80 % pendant la guerre, est quant à lui terminé dix ans plus tard.